# 브룩 버크
브룩 버크 샤빗(Brooke Burke-Charvet, 1971년 9월 8일 ~ )은 미국의 모델, 배우, 텔레비전 진행자이다.

## 생애
미국 코네티컷주 하트퍼드 출생이고 미국 애리조나주 투손에서 성장하였으며 1986년 광고 모델로 첫 데뷔하였고 1994년 연극배우 데뷔하였으며 이듬해 1995년 무용가 데뷔하였고 2000년에는 텔레비전 진행자로도 활동한 적이 있으며 2002년 미국 영화 《Barely Brooke》로 영화배우 데뷔하였다.